# Douglas Massey

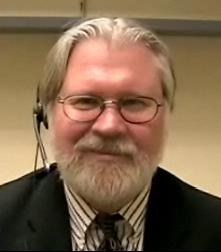
Douglas Massey

Douglas Steven Massey (* 5. Oktober 1952 in Olympia, Washington) ist ein US-amerikanischer Soziologe. Massey ist Professor an der Princeton University und Adjunct professor für Soziologie an der University of Pennsylvania. Seit dem 1. Juli 2023 ist er emeritiert.
Sein Spezialgebiet ist die Soziologie der Migration; er hat auch über die Segregation in bestimmten Wohnvierteln der schwarzen Unterklasse in den USA gearbeitet.
Massey war der  92. Präsident der American Sociological Association und hat für seine Bücher verschiedene  Auszeichnungen erhalten.  Unter anderem ist er Mitglied im Beirat des Institut für interdisziplinäre Konflikt- und Gewaltforschung an der Universität Bielefeld.
Massey erhielt 1974 seinen B.A. in Soziologie, Psychologie und Spanisch an der Western Washington University und 1977 den M.A. am Sociology Department der Princeton University, Princeton. 1978 wurde er in Princeton promoviert.
Seine Forschungsschwerpunkte liegen in den Feldern: Demografie; Stadtsoziologie; Rasse und Ethnizität; Internationale Migration; Lateinamerikanische Gesellschaften, besonders Mexiko.
1995 wurde Massey in die American Academy of Arts and Sciences gewählt, 1998 in die National Academy of Sciences und 2004 in die American Philosophical Society sowie 2006 zum Fellow der American Association for the Advancement of Science. Von 2006 bis 2015 war er der Präsident der American Academy of Political and Social Science. 2018 wurde er zum auswärtigen Mitglied der Academia Europaea gewählt. Für 2025 wurde Massey ein Prinzessin-von-Asturien-Preis in der Kategorie „Sozialwissenschaften“ zugesprochen.
Er ist mit der Sozialpsychologin Susan Fiske verheiratet.

## Bücher
- 2004 Crossing the border : research from the Mexican Migration Project / Jorge Durand and Douglas S. Massey, editors. New York: Russell Sage Foundation, c2004. ix, 345 p. : ill.; 24 cm. ISBN 0871542889
- 2001 The Source of the River: The Origins, Aspirations, and Values of Freshmen at America's Elite Colleges and Universities. (With Camille Charles, Garvey Lundy, and Mary J. Fischer). ISBN 0691113262
- 2001  Smoke and Mirrors: U.S. Immigration Policy in the Age of Globalization. With Jorge Durand and Nolan Malone. New York: Russell Sage Foundation.
- 2001 Problem of the Century: Racial Stratification in the United States at Century's End. New York: Russell Sage Foundation, (co-edited with Elijah Anderson). viii, 470 p.: ill.; 24 cm. ISBN 0871540541
- 1998  Worlds in Motion: International Migration at the End of the Millennium. Oxford: Oxford University Press. (with Joaquín Arango, Graeme Hugo, Ali Kouaouci, Adela Pellegrino, and J. Edward Taylor) 362 pp.
- 1993 American apartheid : segregation and the making of the underclass / Douglas S. Massey, Nancy A. Denton. Cambridge, Mass.: Harvard University Press, 1993. x, 292 p.: ill.; 25 cm. ISBN 0674018206